# Erebuni

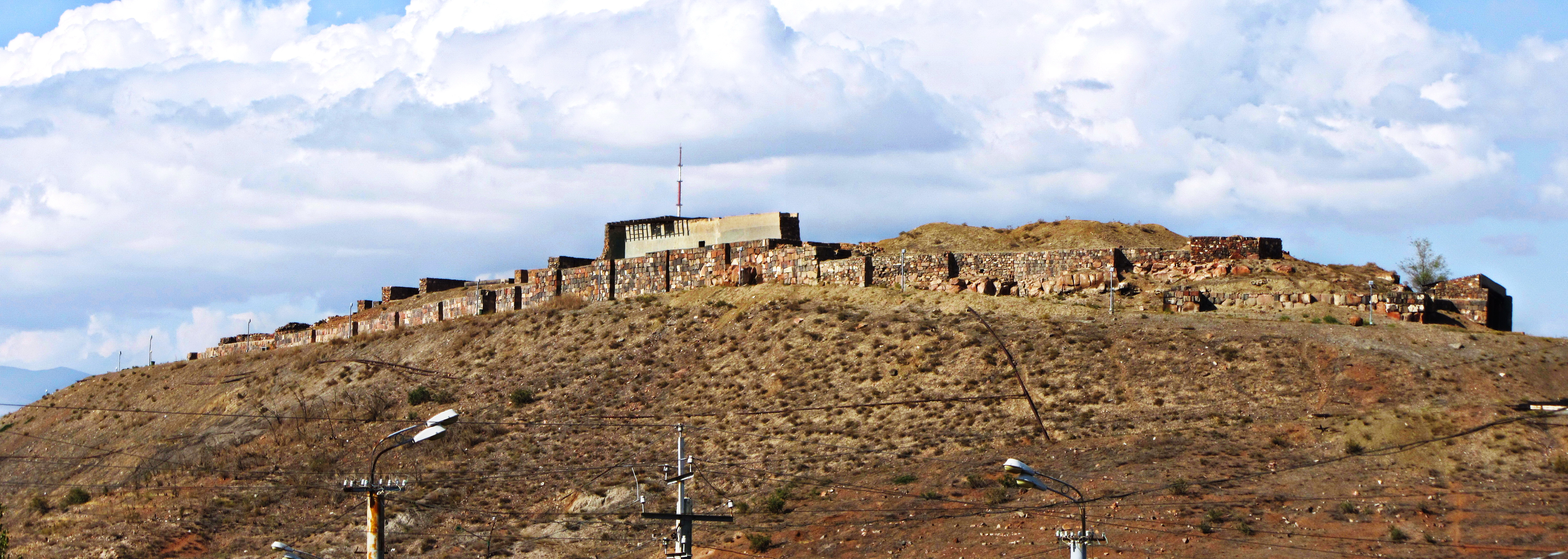
Mauern der Festung Erebuni

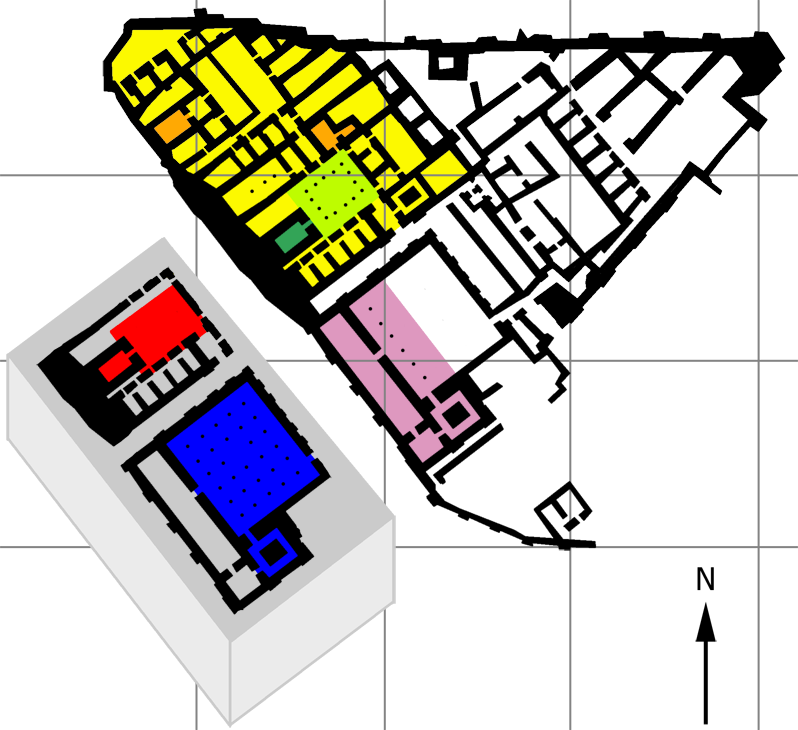
Grundriss der Festung von Erebuni. Ein Teil der Festung (rot und blau) wurde im 6.-5. Jahrhundert v. Chr. während der Achämenidenzeit wieder aufgebaut.

Erebuni (armenisch Էրեբունի ամրոց, Erebuni amroz) ist eine Festung aus dem Anfang des 8. Jahrhunderts v. Chr., die von den urartäischen Königen Argišti I. und Sarduri II. errichtet worden ist. Heute befindet sich Erebuni auf dem Hügel Arin-Berd (aserbaidschanisch Qanlıtəpə) im südlichen Teil der armenischen Hauptstadt Jerewan. Nach einigen Forschern leitet sich der Name Jerewans von dieser Festung ab. Erebuni wurde unter Rusa II. zugunsten von Teišebai URU verlassen. Heute trägt einer der Distrikte Jerewans den Namen Erebuni.

## Ausgrabungen
Nachdem frühe Ausgrabungen bereits im 19. Jahrhundert stattgefunden hatten, wurden die Ruinen seit 1947 systematisch von Archäologen des Puschkin-Museums aus Moskau und der armenischen Akademie der Wissenschaften untersucht. Seit 2007 gräbt die Universität Jerewan zusammen mit dem UCLA Berkeley in Erebuni. In Jerewan sind die Fundstücke im 1968 zum 2750-jährigen Stadtjubiläum fertiggestellten Erebuni-Museum ausgestellt. Das Museum steht am Fuß des Hügels, auf dem sich Erebuni befindet.

## Bauten
Erebunis wichtigstes Monument ist die Burg. Sie wurde um einen Garten im Zentrum gebaut. Im rechten Teil der Burg befanden sich die Räume des Königs. Im restlichen Teil der Festung gibt es Zimmer für Reisende und Vorratsräume; außerdem einen kleinen Tempel.

## Inschriften
Eine Weihinschrift des Königs Argišti I. an den Reichsgott Ḫaldi lautet:

„Dem Gott Ḫaldi, dem Herrn, hat Argišti, Sohn des Menua, diesen Tempel erbaut und diese mächtige Burg. Ich bestimmte Irbuni als ihren Namen, den Biai-Ländern (= Urartu) die Herrschaft und den Lului-Ländern (= Fremdländer) die Unterwerfung. Durch die Größe des Ḫaldi ist das Argišti, Sohn des Menua, der starke König, der König der Biai-Länder, der Hirte der Stadt Tušpa. Durch die Macht des Gottes Ḫaldi hat Argišti, Sohn des Menua, diese Festung vollendent erbaut und ihr den Namen Irpuni gegeben. (Sie wurde erbaut) für die Macht von Biainili (und) für die Erniedrigung der Feindesländer.
Argišti spricht: Das Land war Wildnis; Ich habe hier große Taten vollbracht.“

Eine ausführliche Analyse dieser Inschrift findet sich im Artikel zur Urartäischen Sprache.